# Opel Meriva B
Pour les articles homonymes, voir Opel Meriva.
La deuxième génération d'Opel Meriva, dite Meriva B, est un minispace commercialisé depuis juin 2010, qui remplace l'Opel Meriva A.
- Le Meriva-B dispose à présent de portes arrière antagonistes, c'est-à-dire s'ouvrant vers l'avant. Ces portes permettent un meilleur accès à l'habitacle, en particulier pour installer un enfant sur un siège auto, car elles s'ouvrent avec un angle de 84°. Les portes se verrouillent automatiquement dès que le véhicule roule à plus de 4 km/h.
- Carrosserie redessinée : décrochement de la ligne des bas de vitres latérales arrière (comme le Citroën C4 Picasso), virgule sur les portes avant.
- Dimensions revues à la hausse : 24 cm de longueur, et 11 cm de largeur (hors rétroviseurs). La hauteur reste la même. L'empattement et les voies avant/arrière ont aussi augmenté.
- L'ABS et l'ESP sont désormais présents sur toutes les finitions, même sur Essentia.

## Gamme
La nouvelle Opel Meriva s'est déclinée en France en 3, puis en 5 finitions et plus :
- Essentia : bas de gamme. Frein à main électrique, ABS, ESP, 2 coussins gonflables.
- Enjoy : autoradio CD, climatisation manuelle, ordinateur de bord, accoudoir coulissant, régulateur de vitesse, 6 coussins gonflables, commandes au volant.
- Cosmo : climatisation bi-zone automatique, vitres arrière surteintées, rangements supplémentaires, volant cuir.
- Connect Pack : équivalent à une Cosmo avec un système de navigation DVD écran couleur 20 cm, et un système Bluetooth universel.
- Cosmo Pack : haut de gamme. Équivalent à une Cosmo avec phares directionnels, aide au stationnement, toit vitré. Sur les premiers modèles commercialisés en France à partir de septembre 2010, il s'agissait de Cosmo comportant les 3 options supplémentaires de l'actuel Cosmo Pack.

3 moteurs essence, 4 moteurs Diesel et un moteur GPL sont disponibles :
- Le moteur Twinport (essence) de 100 à 140 ch.
- Les moteurs Fiat CDTI (Diesel) de 75 à 130 ch.
- Le moteur Twinport GPL de 120 ch.

Le client a le choix entre 3 boîtes de vitesses :
- BVM 5 vitesses.
- BVM 6 vitesses.
- BVA 6 vitesses.

## Restylage

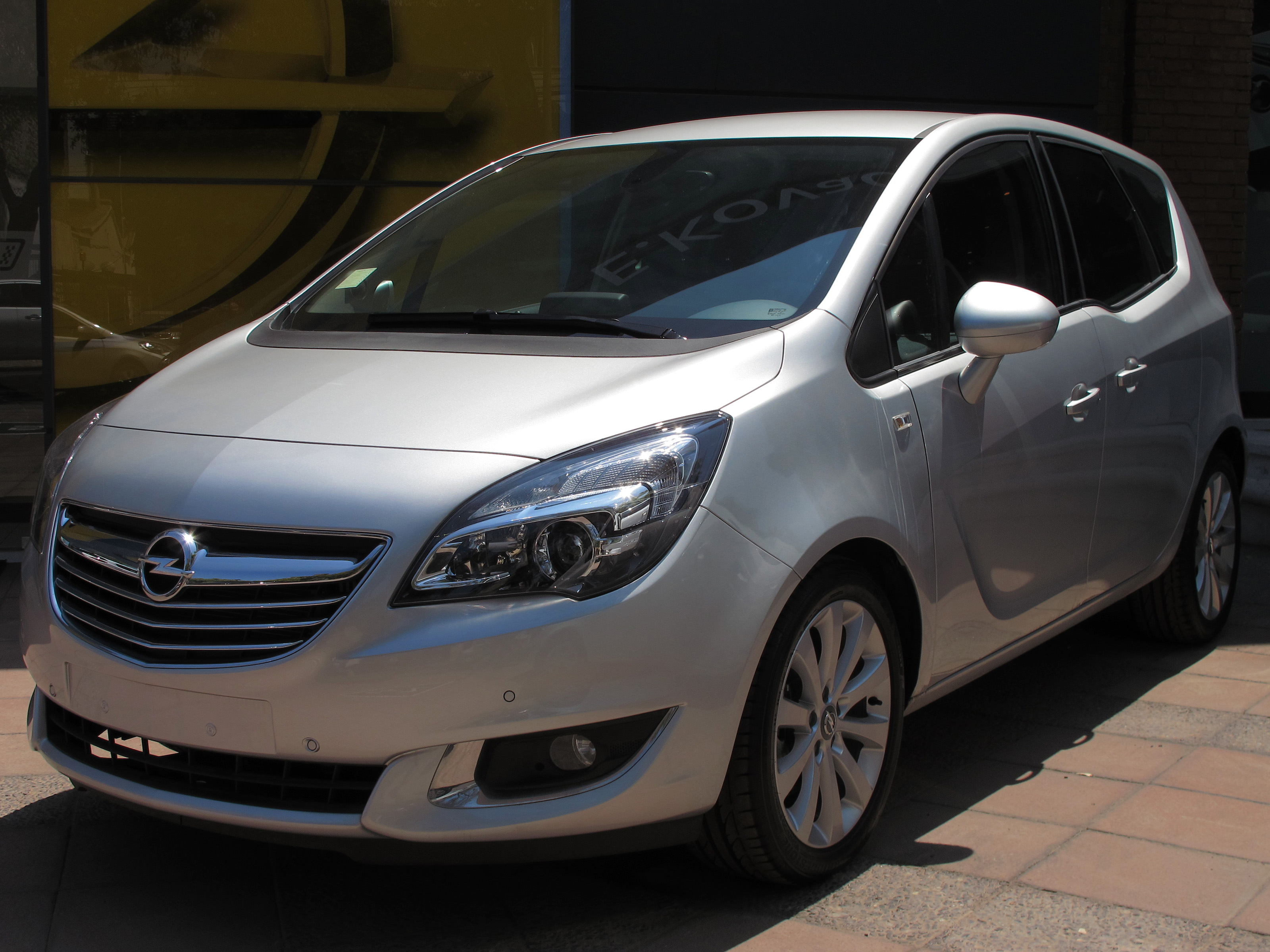
Opel Meriva B Phase 2.

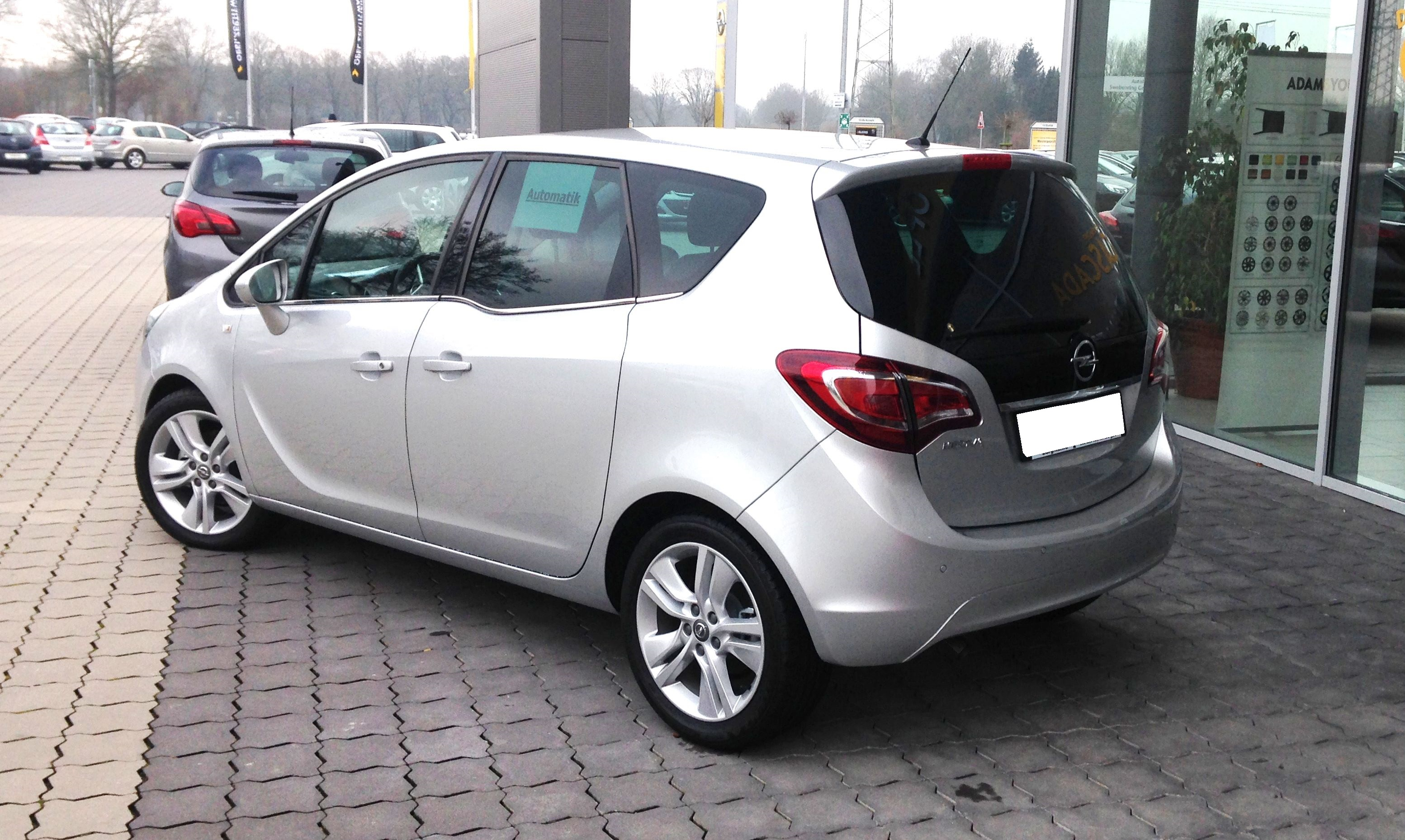
Opel Meriva B Phase 2.

L'Opel Meriva B a été restylé début 2014 après sa révélation aux Salon de Bruxelles 2013, puis de Détroit 2014. Il reçoit une nouvelle calandre à barrette horizontale basée sur les Adam, Mokka, Cascada et Monza Concept avec des projecteurs de phares à LED. Les feux arrière ont été redessinés.

## Motorisations
| Modèle                    | Puissance | Consommation mixte (l/100 km) | CO2 (g/km) | Vitesse maximale (km/h) | Boîte de vitesses   |
| ------------------------- | --------- | ----------------------------- | ---------- | ----------------------- | ------------------- |
| Moteurs essence :         |           |                               |            |                         |                     |
| 1.4 Twinport              | 100 ch    | 6,1                           | 144        | 177                     | Boîte manuelle 5    |
| 1.4 Turbo Twinport        | 120 ch    | 6,1                           | 143        | 188                     | Boîte manuelle 5    |
| 1.4 Turbo Twinport        | 140 ch    | 6,7                           | 156        | 196                     | Boîte manuelle 6    |
| Moteurs Diesel :          |           |                               |            |                         |                     |
| 1.3 Fiat CDTI FAP         | 75 ch     | 4,9                           | 129        | 160                     | Boîte manuelle 5    |
| 1.3 Fiat CDTI ecoFLEX FAP | 95 ch     | 4,5                           | 119        | 168                     | Boîte manuelle 5    |
| 1.7 CDTI FAP              | 110 ch    | 5,2                           | 138        | 182                     | Boîte manuelle 6    |
| 1.7 CDTI FAP              | 100 ch    | 6,4                           | 168        | 172                     | Boîte automatique 6 |
| 1.7 CDTI FAP              | 130 ch    | 5,2                           | 138        | 196                     | Boîte manuelle 6    |

## Finitions
- Vision

## Sécurité
Lors de l'essai de choc Euro NCAP effectué en novembre 2010, le nouvel Opel Meriva a obtenu des scores de 89 % pour la protection des occupants adultes, 77 % pour celle des enfants, et 55 % pour celle des piétons.
Le Meriva obtient 5 étoiles.
Remarque : pour le test sur les occupants de 3 ans, le score est obtenu en attachant le siège auto avec à la fois les fixations ISOFIX, et la ceinture de sécurité standard.

## Succession
En 2017, le Meriva a été remplacé par un crossover urbain nommé Crossland, cousin du Citroën C3 Aircross .